# Freden i Stettin
Freden i Stettin slöts den 13 december 1570, efter det Nordiska sjuårskriget mellan Sverige och Danmark, samt mellan Sverige och Lübeck.
I september 1570 öppnades förhandlingar vid en fredskongress i hamnstaden Stettin i nuvarande nordvästra Polen av medlaren, den tysk-romerske kejsaren Maximilian II. Freden undertecknades den 13 december samma år. 

## Fredsvillkoren
Sverige skulle bland annat: 
- avsäga sina anspråk på Norge, Skåne, Halland, Blekinge, Gotland, Jämtland och Härjedalen. Den kyrkliga myndighet som Sverige utövat, från Linköping över Gotland och över Jämtland från Uppsala, skall upphöra;
- återlösa Älvsborg med 150 000 riksdaler, den s.k. Älvsborgs första lösen;
- mot ersättning för deras omkostnader till kejsar Maximilian II och Tyska riket överlämna sina besittningar i Livland;
- frige handeln i Narva;
- betala 75 000 riksdaler till Lübeck.

Danmark fick å sin sida avstå från sina anspråk på Sverige, och därmed var Kalmarunionen slutligen upphävd.
Tvisten om Tre kronor uppsköts till framtida underhandlingar. 
Det var Sveriges isolerade ställning och hotet från Ryssland som tvingade svenskarna att gå med på så hårda villkor. På grund av den grymhet som utövats under kriget ökade det nationella hatet mellan svenskar och danskar.